# Municipio XI (2013)
Pour l’article homonyme, voir Municipio XI (2001-2013).
Le Municipio XI, dit Arvalia Portuense, est une subdivision administrative de Rome située dans la partie ouest de la ville.

## Géographie

### Situation
Le Municipio s'étend au sud-ouest du centre historique. Le cours du Tibre marque sa limite à l'est et au sud.

## Historique
En mars 2013, il remplace l'ancien Municipio XV sur le même territoire.

## Subdivisions
Administrativement, il est subdivisé en sept zones urbanistiques :
- 15.a - Marconi
- 15.b - Portuense
- 15.c - Pian due Torri
- 15.d - Trullo
- 15.e - Magliana
- 15.f - Corviale
- 15.g - Ponte Galeria

## Politique et administration

### Municipalité
Le municipio est dirigé par un président et un conseil de 24 membres élus au suffrage direct pour cinq ans.
Le 9 avril 2019, le conseil adopte une motion de censure contre la gestion du président, ce qui entraîne la cessation du mandat de l'ensemble du conseil du municipio. La gestion courante de celui-ci est confiée par intérim à l'Assemblée capitoline et à la maire de la ville de Rome Virginia Raggi jusqu'à la fin du mandat en 2021.

### Présidents
| Période     | Nom               | Parti politique     | Notes                      |
| ----------- | ----------------- | ------------------- | -------------------------- |
| 2013-2016   | Maurizio Veloccia | Parti démocrate     |                            |
| 2016-2019   | Mario Torelli     | Mouvement 5 étoiles |                            |
| 2019-2021   | Virginia Raggi    | Mouvement 5 étoiles | Maire de Rome, commissaire |
| depuis 2021 | Gianluca Lanzi    | Parti démocrate     |                            |

## Sites et monuments
Le Corviale, bâtiment mesurant 957 m est le 2e immeuble d'habitation le plus long du monde.